# Antoine de Vion de Gaillon
Antoine de Vion, marquis de Gaillon, est un homme politique français né le 18 avril 1731 au chateau de Gaillon (actuellement Gaillon-sur-Montcient, dans les Yvelines) et décédé le 18 avril 1812 à Paris.

## Biographie
Antoine de Vion est le fils de Jean-Philippe de Vion, marquis de Gaillon et de Tessancourt, mestre de camp de cavalerie, lieutenant des maréchaux de France, et de Marie Catherine de Gars, dame de Fremainville. Il épouse Elisabeth de Manneville puis Elizabeth Campbell.
Capitaine de cavalerie sous l'Ancien Régime, il est député de la noblesse aux États généraux de 1789 pour le bailliage de Mantes et Meulan.

## Sources
- « Antoine de Vion de Gaillon », dans Adolphe Robert et Gaston Cougny, Dictionnaire des parlementaires français, Edgar Bourloton, 1889-1891 [détail de l’édition]